# Сент-Саймонс (Джорджія)
Сент-Саймонс (англ. St. Simons) — переписна місцевість (CDP) в США, в окрузі Глінн штату Джорджія. Населення — 14 982 особи (2020).

## Географія
Сент-Саймонс розташований за координатами 31°10′36″ пн. ш. 81°23′8″ зх. д. / 31.17667° пн. ш. 81.38556° зх. д. (31.176642, -81.385630).  За даними Бюро перепису населення США в 2010 році переписна місцевість мала площу 45,80 км², з яких 41,28 км² — суходіл та 4,52 км² — водойми.

### Клімат
Громада знаходиться у зоні, котра характеризується вологим субтропічним кліматом. Найтепліший місяць — липень із середньою температурою 27.8 °C (82 °F). Найхолодніший місяць — січень, із середньою температурою 12.8 °С (55 °F).
| Клімат о. Сент-Саймонс  | Клімат о. Сент-Саймонс | Клімат о. Сент-Саймонс | Клімат о. Сент-Саймонс | Клімат о. Сент-Саймонс | Клімат о. Сент-Саймонс | Клімат о. Сент-Саймонс | Клімат о. Сент-Саймонс | Клімат о. Сент-Саймонс | Клімат о. Сент-Саймонс | Клімат о. Сент-Саймонс | Клімат о. Сент-Саймонс | Клімат о. Сент-Саймонс | Клімат о. Сент-Саймонс |
| Показник                | Січ.                   | Лют.                   | Бер.                   | Квіт.                  | Трав.                  | Черв.                  | Лип.                   | Серп.                  | Вер.                   | Жовт.                  | Лист.                  | Груд.                  | Рік                    |
| Абсолютний максимум, °C | 28                     | 30                     | 37                     | 34                     | 38                     | 40                     | 40                     | 39                     | 38                     | 35                     | 31                     | 28                     | 40                     |
| Середній максимум, °C   | 18                     | 19                     | 22                     | 25                     | 29                     | 32                     | 32                     | 32                     | 30                     | 26                     | 21                     | 18                     | 26                     |
| Середня температура, °C | 12                     | 13                     | 16                     | 19                     | 23                     | 26                     | 27                     | 27                     | 25                     | 21                     | 16                     | 12                     | 20                     |
| Середній мінімум, °C    | 7                      | 8                      | 10                     | 14                     | 18                     | 21                     | 22                     | 22                     | 21                     | 16                     | 11                     | 7                      | 15                     |
| Абсолютний мінімум, °C  | −8                     | −10                    | −4                     | 1                      | 6                      | 12                     | 17                     | 17                     | 10                     | 2                      | −6                     | −7                     | −10                    |
| Норма опадів, мм        | 60                     | 70                     | 80                     | 80                     | 80                     | 140                    | 180                    | 160                    | 190                    | 100                    | 40                     | 70                     | 1300                   |
| Днів з дощем            | 5                      | 6                      | 6                      | 6                      | 6                      | 8                      | 9                      | 9                      | 11                     | 6                      | 3                      | 5                      | 84                     |
| ----------------------- | ---------------------- | ---------------------- | ---------------------- | ---------------------- | ---------------------- | ---------------------- | ---------------------- | ---------------------- | ---------------------- | ---------------------- | ---------------------- | ---------------------- | ---------------------- |
| Джерело: Weatherbase    |                        |                        |                        |                        |                        |                        |                        |                        |                        |                        |                        |                        |                        |

## Демографія
Згідно з переписом 2010 року, у переписній місцевості мешкали 12 743 особи в 6117 домогосподарствах у складі 3637 родин. Густота населення становила 278 осіб/км².  Було 9931 помешкання (217/км²).
Расовий склад населення:
| - 94,8 % — білих - 2,8 % — чорних або афроамериканців - 1,0 % — азіатів - 0,1 % — корінних американців |

До двох чи більше рас належало 0,7 %. Частка іспаномовних становила 2,2 % від усіх жителів.
За віковим діапазоном населення розподілялося таким чином: 16,4 % — особи молодші 18 років, 58,6 % — особи у віці 18—64 років, 25,0 % — особи у віці 65 років та старші. Медіана віку мешканця становила 51,9 року. На 100 осіб жіночої статі у переписній місцевості припадало 85,9 чоловіків;  на 100 жінок у віці від 18 років та старших — 83,8 чоловіків також старших 18 років.
Середній дохід на одне домашнє господарство  становив 96 675 доларів США (медіана — 65 769), а середній дохід на одну сім'ю — 124 570 доларів (медіана — 96 108). Медіана доходів становила 58 500 доларів для чоловіків та 43 125 доларів для жінок. За межею бідності перебувало 5,0 % осіб, у тому числі 2,6 % дітей у віці до 18 років та 5,7 % осіб у віці 65 років та старших.
Цивільне працевлаштоване населення становило 6139 осіб. Основні галузі зайнятості: мистецтво, розваги та відпочинок — 19,8 %, освіта, охорона здоров'я та соціальна допомога — 18,9 %, науковці, спеціалісти, менеджери — 13,1 %, роздрібна торгівля — 9,5 %.

## Відомі люди
- Джеймс Натаніель Браун (* 1936) — гравець в американський футбол і актор.